# شاين بيري
شاين بيري (بالإنجليزية: Shane Perry)‏ هو لاعب دوري الرغبي أسترالي، ولد في 9 نوفمبر 1977 في بريزبان في أستراليا.

## روابط خارجية
- شاين بيري على موقع ItsRugby.co.uk (الإنجليزية)